# スカドクサス
スカドクサス、スカドクス（学：Scadoxus）は、ヒガンバナ科に属する属の一つ。または、スカドクサス属に含まれる植物の総称。

## 特徴
アフリカ～アラビア半島にかけて自生する球根植物で、花茎の先端に球状の花をつける種が多い。花色は赤色、橙色などがある。花期は夏ごろで、花期が過ぎると赤色の液果をつける。

## 栽培方法
植え付け場所の土壌は水はけの良い土を選ぶ。耐乾性には優れるため、灌水は降雨に頼ってもよい。尚、耐寒温度は－2度までなのでそれ以上寒くなる場合は屋内等に取り込んで栽培を行う。

## 名称について
本属の名称の由来は、ラテン語で「傘」を意味するScaと「素晴らしい」を意味するDoxusの合成語である。

## 下位分類
数十種類が認められる。本項では抜粋し掲載。参考元はこちら。
- スカドクサス・シタンシフロルス

　（Scadoxus cyrtanthiflorus）
- スカドクサス・シンナバリヌス

　（Scadoxus cinnabarinus）
- スカドクサス・プニセウス

　（Scadoxus puniceus）
- スカドクサス・ムルティフロルス

　（Scadoxus multiflorus）
- スカドクサス・メンブラナセウス

　(Scadoxus membranaceus)

## ギャラリー

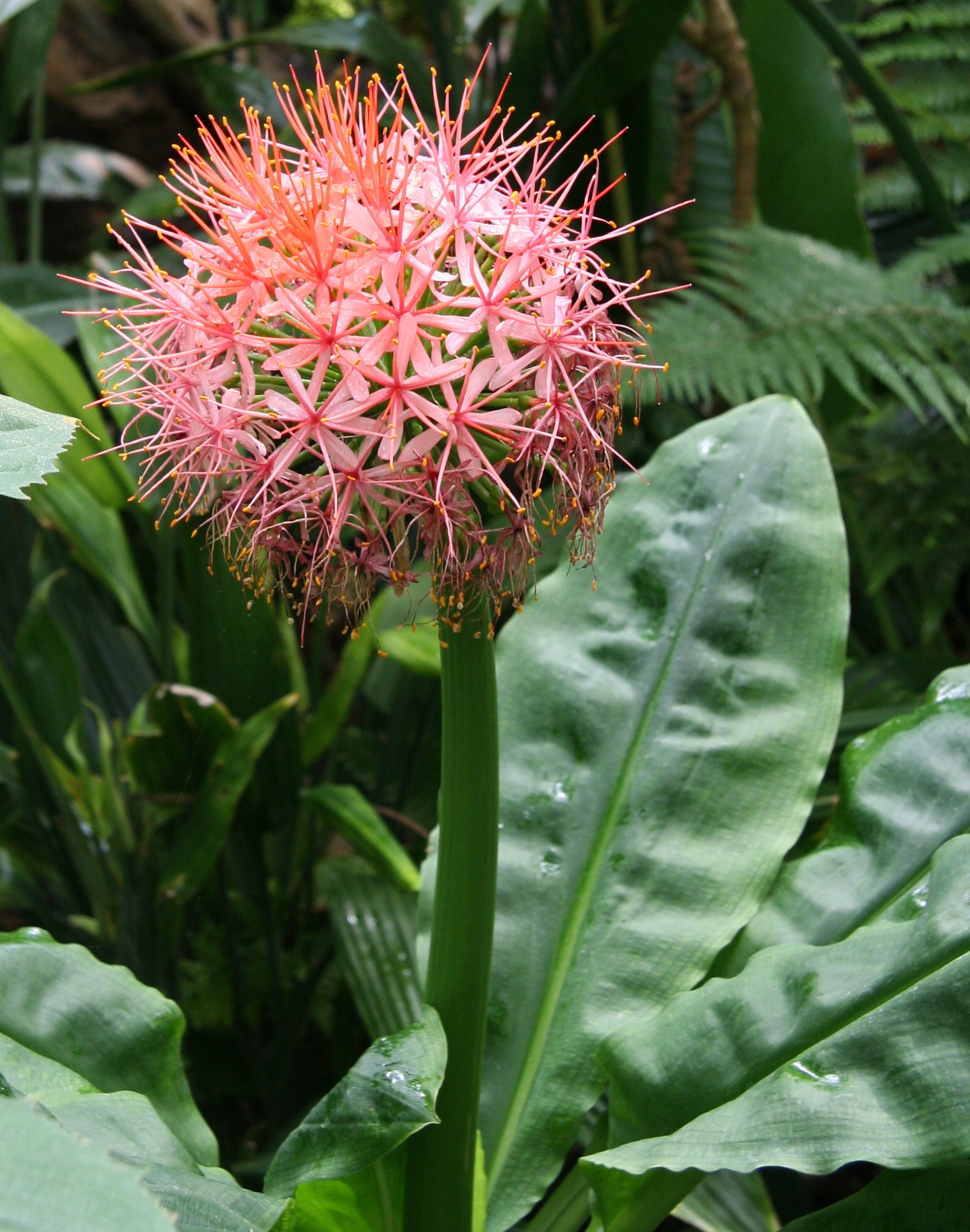
シンナバリヌス種
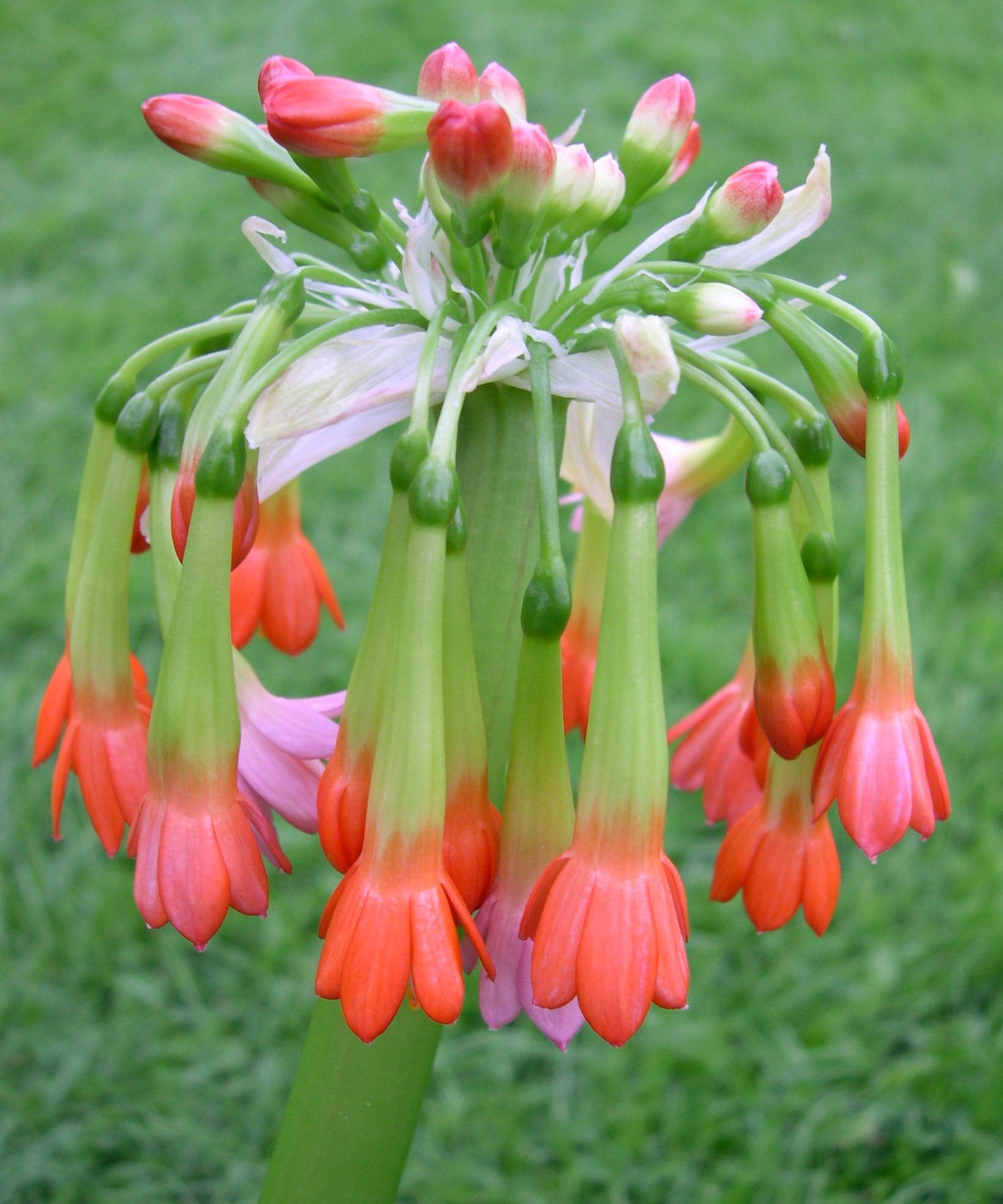
シタンシフロルス種
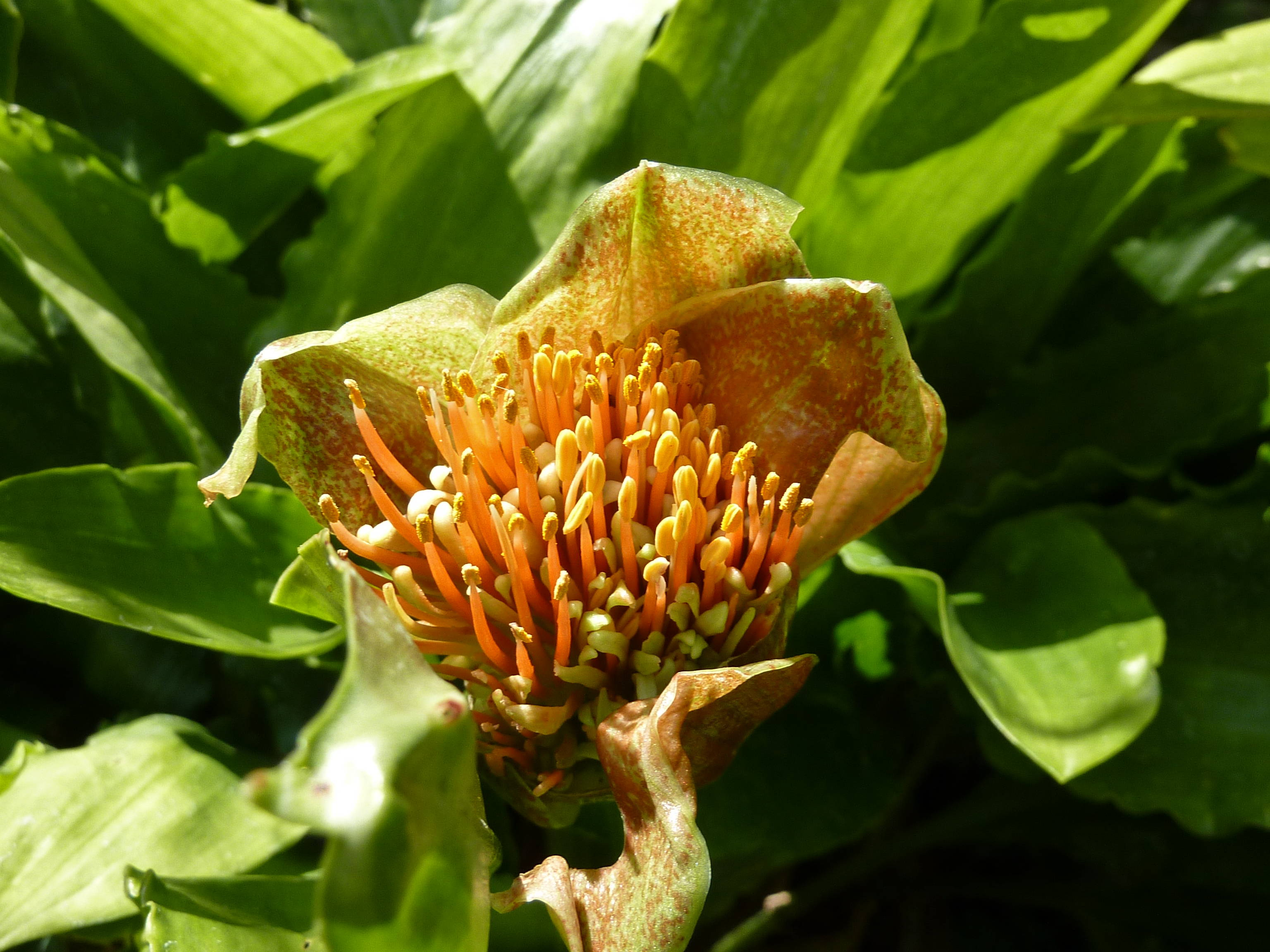
メンブラナセウス種
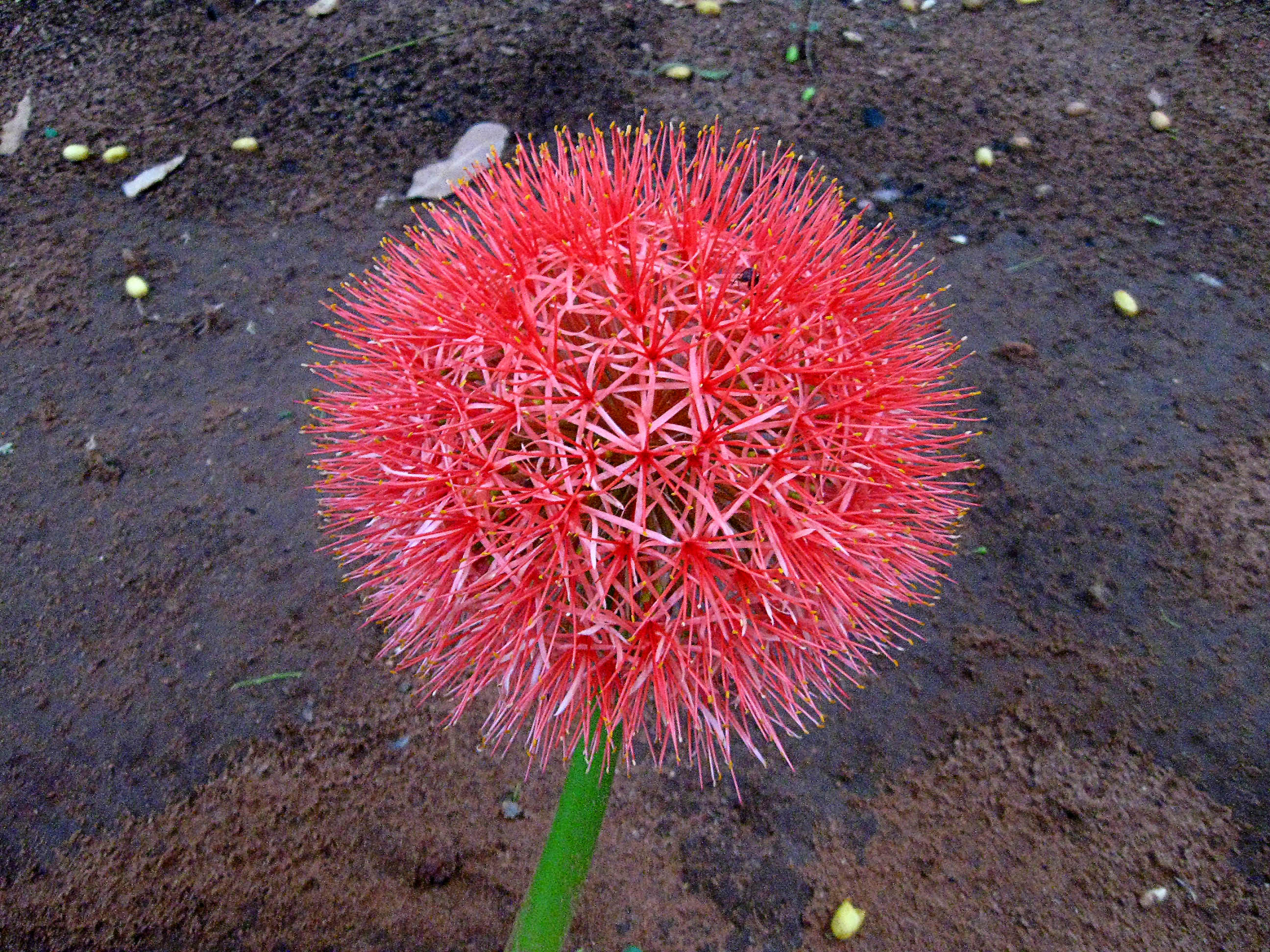
ムルティフロルス種
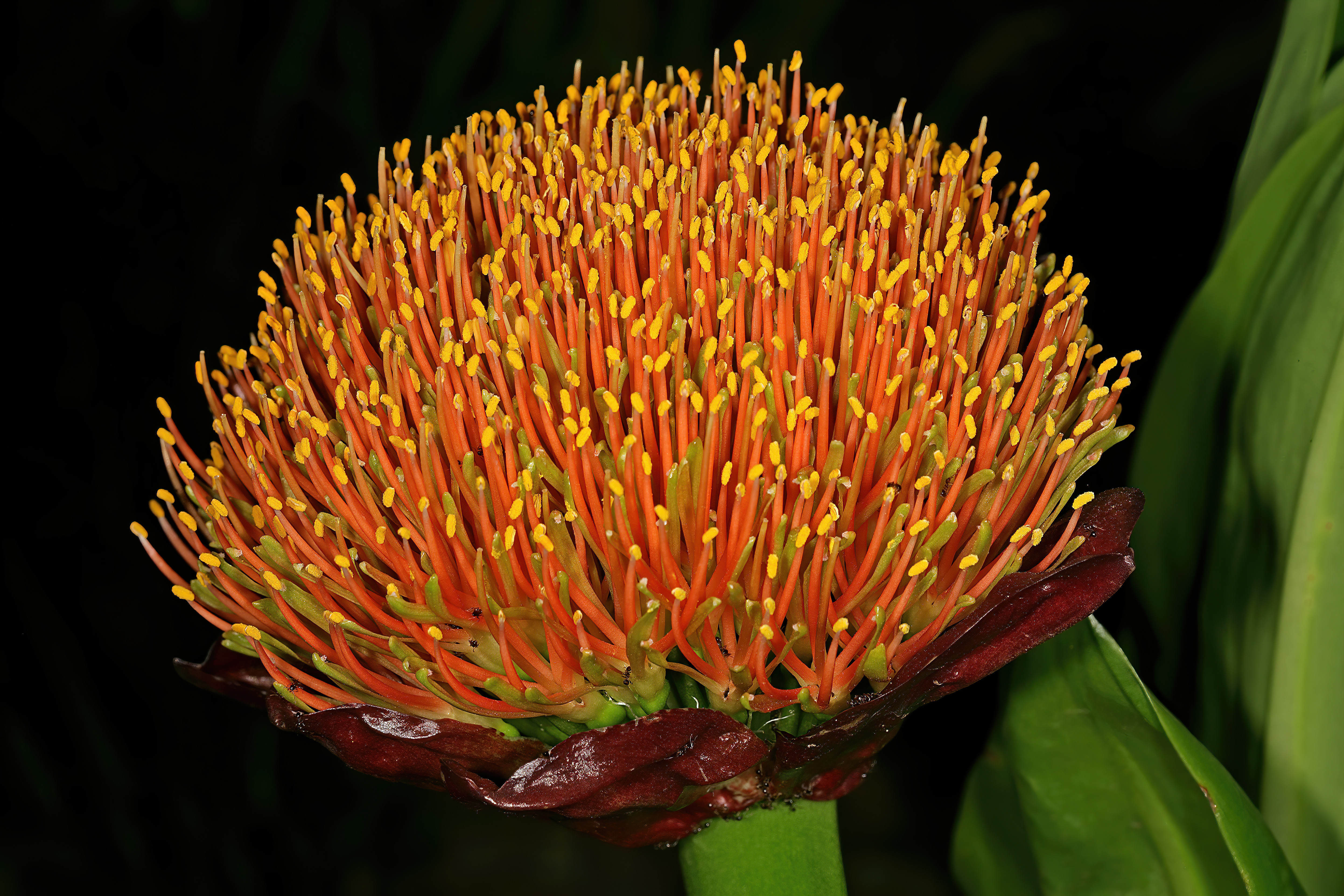
プニセウス種